# Acacia bakeri
Acacia bakeri är en ärtväxtart som beskrevs av Joseph Henry Maiden. Acacia bakeri ingår i släktet akacior, och familjen ärtväxter. Inga underarter finns listade i Catalogue of Life.